# یواس‌اس دروید (اس‌پی-۳۲۱)
یواس‌اس دروید (اس‌پی-۳۲۱) (به انگلیسی: USS Druid (SP-321)) یک کشتی بود که طول آن ۲۱۷ فوت (۶۶ متر) بود. این کشتی در سال ۱۹۰۲ ساخته شد.